# Athemus mimeticus
Athemus mimeticus es una especie de coleóptero de la familia Cantharidae.

## Distribución geográfica
Habita en Nepal.